# Liste der reichsten Asiaten
Dies ist eine Liste der 30 reichsten Asiaten, basierend auf den Angaben in „The World’s Billionaires“ des Forbes Magazine. Angehörige von Königshäusern oder Politikern sind nicht in der Liste enthalten. Die reichsten Personen Russlands sind ebenfalls nicht in der Liste vorhanden und stehen stattdessen in der Liste der reichsten Europäer.

## Liste (Stand 2022)
| Rang (Asien) | Rang (Gesamt) | Name                | Land                | Vermögen (in Mrd. US$) | Alter | Quelle                     |
| ------------ | ------------- | ------------------- | ------------------- | ---------------------- | ----- | -------------------------- |
| 1            | 10            | Mukesh Ambani       | Indien              | 90,7                   | 65    | Reliance Industries        |
| 2            | 11            | Gautam Adani        | Indien              | 90,0                   | 60    | Adani Group                |
| 3            | 17            | Zhong Shanshan      | Volksrepublik China | 67,3                   | 67    | Nongfu Spring              |
| 4            | 25            | Zhang Yiming        | Volksrepublik China | 50,0                   | 38    | ByteDance                  |
| 5            | 29            | Robin Zeng          | Hongkong            | 44,8                   | 53    | CATL                       |
| 6            | 34            | Ma Huateng          | Volksrepublik China | 37,2                   | 50    | Tencent                    |
| 7            | 37            | Li Ka-shing         | Hongkong            | 33,7                   | 93    | Cheung Kong Holdings       |
| 8            | 39            | Lee Shau-kee        | Hongkong            | 32,6                   | 94    | Henderson Land Development |
| 9            | 47            | Shiv Nadar          | Indien              | 28,7                   | 76    | HCL Technologies           |
| 10           | 49            | He Xiangjian        | Volksrepublik China | 28,3                   | 78    | Midea Group                |
| 11           | 54            | Tadashi Yanai       | Japan               | 26,1                   | 73    | Fast Retailing             |
| 12           | 55            | Ding Lei            | Volksrepublik China | 25,2                   | 50    | NetEase                    |
| 13           | 56            | Cyrus Poonawala     | Indien              | 24,3                   | 80    | Serum Institute of India   |
| 13           | 56            | Wang Wei            | Volksrepublik China | 24,3                   | 51    | SF Express                 |
| 15           | 59            | Qin Yinglin         | Volksrepublik China | 24,1                   | 56    | Muyuan Foods               |
| 16           | 61            | Takemitsu Takizaki  | Japan               | 23,9                   | 75    | Keyence                    |
| 17           | 62            | Li Shufu            | Volksrepublik China | 23,7                   | 58    | Geely                      |
| 18           | 64            | Robert Budi Hartono | Indonesien          | 23,2                   | 81    | Djarum                     |
| 19           | 67            | Jack Ma             | Volksrepublik China | 22,8                   | 57    | Alibaba Group              |
| 20           | 69            | Michael Hartono     | Indonesien          | 22,3                   | 82    | Djarum                     |
| 21           | 74            | Masayoshi Son       | Japan               | 21,3                   | 64    | SoftBank Group             |
| 22           | 79            | Huang Shilin        | Volksrepublik China | 20,3                   | 55    | CATL                       |
| 23           | 81            | Radhakishan Damani  | Indien              | 20,0                   | 67    | DMart                      |
| 24           | 82            | Pang Kang           | Volksrepublik China | 19,6                   | 66    | Foshan Haitian Flavouring  |
| 25           | 83            | Wang Chuanfu        | Volksrepublik China | 19,5                   | 56    | BYD                        |
| 26           | 85            | Yang Huiyan         | Volksrepublik China | 18,7                   | 40    | Country Garden             |
| 27           | 88            | Fan Hongwei         | Volksrepublik China | 18,2                   | 55    | Hengli Petrochemical       |
| 28           | 89            | Lakshmi Mittal      | Indien              | 17,9                   | 71    | ArcelorMittal              |
| 29           | 91            | Jiang Rensheng      | Volksrepublik China | 17,7                   | 69    | Anhui Zhifei Longcom       |
| 29           | 91            | Savitri Jindal      | Indien              | 17,7                   | 72    | Jindal Steel and Power     |
| 29           | 91            | Wang Wenyin         | Volksrepublik China | 17,7                   | 54    | Amer International Group   |